# Рој (филм)
Рој је југословенски филм из 1966. године. Режирао га је Миодраг Мића Поповић који је написао сценарио заједно са Бориславом Михајловићем Михизом.

## Радња
За време Првог српског устанка, 1804. године, у тек ослобођеној земљи, суди се Српкињи, за издају мужа, јунака, Турцима.

## Улоге
| Глумац                | Улога            |
| --------------------- | ---------------- |
| Мира Ступица          | Стојанка         |
| Раде Марковић         | Кахриман         |
| Светолик Никачевић    | Милоје           |
| Оливера Катарина      | Љубица           |
| Љубица Ковић          |                  |
| Душан Јакшић          | свештеник        |
| Данило Бата Стојковић | Никола           |
| Беким Фехмију         | Халид-бег        |
| Столе Аранђеловић     |                  |
| Бора Тодоровић        | младић           |
| Душан Голумбовски     | Стојан           |
| Растислав Јовић       | ђак              |
| Снежана Бећаревић     | Стојанкина ћерка |
| Душан Вујисић         | Мустафа          |
| Александар Груден     |                  |
| Нада Млађеновић       |                  |
| Драгица Новаковић     |                  |
| Станимир Аврамовић    |                  |
| Петар Обрадовић       |                  |

## Награде
На 13. Филмском фестивалу у Пули 1966. године:
- Мира Ступица – Златна арена за најбољу главну женску улогу

## Културно добро
Југословенска кинотека је, у складу са својим овлашћењима на основу Закона о културним добрима, 28. децембра 2016. године прогласила сто српских играних филмова (1911−1999) за културно добро од великог значаја. На тој листи се налази и филм "Рој".